# Turtles Forever
Turtles Forever (também conhecido como Teenage Mutant Ninja Turtles: Turtles Forever ou TMNT: Turtles Forever) é um filme de animação para a televisão produzido pela 4Kids Entertainment e Mirage Studios em 2009. O filme é um crossover de três diferentes encarnações da franquia Tartarugas Ninja.

## Sinopse
Turtles Forever mostra um crossover entre diversas encarnações das Tartarugas Ninja: as Tartarugas das histórias em quadrinhos originais de 1984, as da série animada de 1987 e as da série animada de 2003. Trata-se de uma aventura que se estende por vários universos paralelos, onde as Tartarugas de cada um dos universos unem forças para deter um plano do Destruidor (da série de 2003). O filme serve como um final para a série de 2003 e foi produzido por ocasião do 25º aniversário da franquia.

## Elenco[1]
| Personagem   | Quadrinhos de 1984 | Desenho de 1987   | Desenho de 2003       |
| ------------ | ------------------ | ----------------- | --------------------- |
| Leonardo     | Jason Griffith     | Dan Green         | Michael Sinterniklaas |
| Raphael      | Sean Schemmel      | Sebastian Arcelus | Greg Abbey            |
| Michelangelo | Bradford Cameron   | Johnny Castro     | Wayne Grayson         |
| Donatello    | Clay Adams         | Tony Salerno      | Sam Riegel            |
| Destruidor   | David Wills        | Load Williams     | Scottie Ray           |
| Splinter     |                    | David Wills       | Darren Dunstan        |
| April O'Neil |                    | Rebecca Soler     | Veronica Taylor       |

- Marc Thompson: Casey Jones
- Karen Neill: Karai
- Bradford Cameron: Krang e Bebop
- Johnny Castro: Rocksteady

## Recepção
Turtles Forever tem 84% de aprovação, no site Rotten Tomatoes.